# 부왕령
부왕령(副王領, 영어: viceroyalty) 또는 부왕국(副王國)은 본국의 국왕을 대신하는 직책인 부왕에 의해 통치되는 식민지를 말한다. 주로 에스파냐 제국의 식민지들이 부왕령 체제를 지녔다.

## 목록
- 스페인령 누에바에스파냐
- 스페인령 페루
- 스페인령 리오데라플라타
- 스페인령 누에바그라나다
- 프랑스령 누벨프랑스
- 포르투갈령 인도
- 영국령 인도 제국

## 같이 보기
- 부왕